# Дереволаз-довгохвіст великий
Дереволаз-довгохвіст великий (Deconychura longicauda) — вид горобцеподібних птахів родини горнерових (Furnariidae). Мешкає в Центральній і Південній Америці. Це єдиний представник монотипового роду Дереволаз-довгохвіст (Deconychura). Раніше до цього роду відносили також малого дереволаза-довгохвоста, однак за результатами молекулярно-філогенетичного дослідження 2010 року він був переведений до новоствореного роду Certhiasomus.

## Опис
Довжина птаха становить 19-22 см, вага 25-29 г. Представники групи підвидів typica досягають довжини 17-18 см і важать 19-26 г. Верхня частина тіла коричнева, горлова поцяткована дрібними охристими і темно-коричневими смужками. Надхвістя, хвіст і крила рудувато-коричневі. Над очима охристі "брови". Горло і підборіддя тьмяно-охристі, груди темно-оливково-коричневі, поцятковані великими охристими плямами. Решта нижньої частини тіла світліша, оливково-коричнева, місцями поцяткована тонкими охристими смужками. Очі карі, дзьоб зверху чорнуватий, знизу сірий, лапи темно-сірі.

## Підвиди
Виділяють сім підвидів:
- D. l. typica Cherrie, 1891 — північний схід Гондурасу (Оланчо, Грасіас-а-Діос), південь Нікарагуа (долина річки Сан-Хуан[en]), Коста-Рика, західна і центральна Панама;
- D. l. darienensis Griscom, 1929 — схід Панами і північний захід Колумбії (на схід до долини Магдалени);
- D. l. minor Todd, 1919 — північ центральної Колумбії (Сантандер);
- D. l. longicauda (Pelzeln, 1868) — Гвіана і північ Бразильської Амазонії (на північ від Амазонки, від Ріу-Негру до Амапи);
- D. l. connectens Zimmer, JT, 1929 — від східної Колумбії і південної Венесуели до східного Еквадору, східного Перу (на захід від Укаялі) і північного заходу Бразильської Амазонії (на північ від Амазонки);
- D. l. pallida Zimmer, JT, 1929 — південний схід Перу (на схід від Укаялу), північ Болівії і південний захід Бразильської Амазонії (на південь від Амазонки);
- D. l. zimmeri Pinto, 1974 — південний схід Бразильської Амазонії (від Токантінса і Тапажоса до Мараньяна).

Деякі дослідники виділяють підвиди D. l. typica, D. l. darienensis і D. l. minor у окремий вид Deconychura typica, а підвиди D. l. connectens, D. l. pallida і D. l. zimmeri — у окремий вид Deconychura pallida.

## Поширення і екологія
Великі дереволази-довгохвости мешкають в Гондурасі, Нікарагуа, Коста-Риці, Панамі, Колумбії, Венесуелі, Еквадорі, Перу, Бразилії, Болівії, Гаяні, Суринамі і Французькій Гвіані. Вони живуть в середньому і нижньому ярусах вологих тропічних лісів терра-фірме терра-фірме та заболочених ігапо. Зустрічаються переважно на висоті до 500 м над рівнем моря, в передгір'ях Анд на висоті до 1700 м над рівнем моря. Іноді приєднуються до змішаних зграй птахів. Живляться комахами. Гніздяться в дуплі сухого дерева, встеленому сухим листям, на висоті 9 м над землею. В кладці 2-3 яйця. 